# Новый Рассвет (посёлок)
Новый Рассвет — поселок в Клинцовском районе Брянской области, в составе Лопатенского сельского поселения.

## География
Находится в западной части Брянской области на расстоянии приблизительно 20 км на запад по прямой от районного центра города Клинцы.

## История
Известен с 1920-х годов. На карте 1941 года был отмечен.

## Население
Численность населения: 16 человек (2002), 5 человек (2010), 3 человека (2013).
Будет упразднен как фактически не существующий в связи с переселением всех жителей на постоянное место жительства в другие населённые пункты